# سن لوئیس (۲)، شهرستان پیما، آریزونا
سن لوئیس (به انگلیسی: San Luis) یک منطقهٔ مسکونی در ایالات متحده آمریکا است که در آریزونا واقع شده‌است. سن لوئیس ۵۴۷ متر بالاتر از سطح دریا واقع شده‌است.